# REFORGER
REFORGER (forkortelse for "Return of Forces to Germany" - Styrkers tilbagevenden til Tyskland) var navnet på en række større NATO-øvelser under den kolde krig der blev afviklet en eller flere gange om året fra 1969 og frem til 1993.

## Mål og omfang
Målet for REFORGER-øvelserne var i rammen af NATO-strategien Flexible Response (MC 14/3) en afprøvning og optimering af alliancens planer (Rapid Reinforcement Concept), træning af de involverede styrker og en magtdemonstration overfor potentielle militære modstandere såsom Warszawapagten.
Da hverken USA eller Vesttyskland ønskede at permanent udstationere et større antal konventionelle amerikanske styrker i Vesttyskland. var det nødvendigt med disse tilbagevendende øvelser så man havde erfaring med at flytte et stort antal soldater og udstyr hurtigt til Europa hvis behovet skulle opstå. Større mængder amerikansk krigsmateriel (kamp- og transportkøretøjer, våben, ammunition og andet udstyr) var på forhånd placeret i vesttyske magasiner. Ved at overføre soldater fra Nordamerika hurtigt ved hjælp af lufttransport og lade dem mødes med deres materiel i Vesttyskland kunne man undgå en langsom og dyr flytning af de enorme mængder materiel der var forventet at skulle bruges under en eventuel varm krig. I sådan et tilfælde ville man have sløjfe ordet øvelse og kaldt indsatsen for "Operation REFORGER".
Foruden de amerikanske styrker deltog alle vesttyske militære tjenestesteder der skulle understøtte den amerikanske indsats. Herudover deltog dele af de allierede styrker som havde faste styrker i Vesttyskland ofte i øvelserne, blandt andet den 7. amerikanske armé, Bundeswehr, den britiske Rheinarmé, de franske og canadiske styrker styrker i Vesttyskland.
På denne måde blev NATOs militære mobilisering for henholdsvis hær, flåde og luftvåben afprøvet under realistiske forhold. På denne måde blev et stort antal soldater sendt fra USA til Europa, amerikanske militærfly blev overflyttet til deres fremskudte flyvestationer. NATO-flåderne bevægede sig ud i Atlanterhavet for at sikre søvejen og forsyningsruterne mellem USA og Europa mod forestillede sovjetiske angreb. En stor del af de øvrige NATO-landes militære styrker blev sat i krigsberedskab og mobiliserede deres styrker som forskød ud til forberedte stillinger på forskellige øvelsesterræn.
Den sovjetiske modsætning til REFORGER-øvelsen var Warszawapagtens årligt tilbagevendende efterårsmanøvre.

## REFORGER-øvelser
De første REFORGER-øvelser fandt sted i januar 1969 hvor der deltog 17.000 soldater. Den sidste øvelse fandt sted i maj 1993 med 7000 deltagere. Den mest omfattende øvelse var i 1988 hvor 124.800 soldater deltog.

Tabellens forkortelser:
- FTX = Field Training Exercise (Feltøvelse)
- CPX = Command Post/Paper Exercise (Stabs/papirøvelse)
- CFX = Command Field Exercise (Stabsfeltøvelse)

| Navn                              | Start              | Slut               | Deltagende enheder | Antal soldater | Øvelsesområde(r) |
| --------------------------------- | ------------------ | ------------------ | --- | -------------- | --- |
| Carbide Ice 69 (FTX)              | 29. januar 1969    | 4. februar 1969    | 24. infanteridivision 2. Kavaleriregiment | 17.000         | Nordbayern, Grafenwöhr, Amberg, Hohenfels |
| Certain Thrust 70 (FTX)           | 13. oktober 1970   | 23. oktober 1970   | 7. Armékorps 1. Infanteridivsion 3. Infanteridivision 35. Panserinfanteribrigade 4. Motoriserede infanteribrigade | 33.500         | Bamberg, Ebern, Schweinfurt, Würzburg, Kitzingen, Bayreuth, Haßfurt, Grafenwöhr, Pegnitz, Neumarkt                                                          |
| Certain Forge 71 (FTX)            | 11. oktober 1971   | 15. oktober 1971   | 7. Armékorps 1. Infanteridivsion 1. Panserdivision 35. Panserinfanteribrigade 36. Panserinfanteribrigade 4. Motoriserede infanteribrigade | 33.000         | Ingolstadt, Amberg, Freising, Beilngries, Landshut, Schwandorf, München, Nürnberg, Bayreuth                                                                 |
| Certain Shield 73 (FTX)           | 9. januar 1973     | 22. januar 1973    | 7. Armékorps 1. Infanteridivision 1. Panserdivision 2. Panserdivison | 46.000         | Bad Mergentheim, Walldürn, Crailsheim, Würzburg, Kitzingen, Rothenburg o.d. Tauber, Neustadt/Aisch                                                          |
| Certain Charge 73 (FTX)           | 9. oktober 1973    | 16. oktober 1973   | 7. Armékorps 1. Infanteridivision 1. Panserdivision 3. Infanteridivision 29. Panserbrigade | 51.000         | Nürnberg, Ansbach, Schwäbisch Hall, Schwäbisch Gmünd, Dinkelsbühl, Ingolstadt, Crailsheim                                                                   |
| Certain Pledge 74 (FTX)           | 10. oktober 1974   | 23. oktober 1974   | 7. Armékorps 1. Infanteridivision 2. Kavaleriregiment 1. Panserdivision 4. Motoriserede infanteribrigade | 44.000         | Stuttgart, Ulm, Donauwörth, Eichstätt, Weißenburg in Bayern, Crailsheim, Heidenheim an der Brenz, Göppingen, Schwäbisch Hall, Dinkelsbühl                   |
| Certain Trek 75 (FTX)             | 14. oktober 1975   | 23. oktober 1975   | 7. Armékorps 1. Infanteridivision 2. Kavaleriregiment 3. Kavaleriregiment 3. Infanteridivision, | 57.000         | Ansbach, Fürth, Erlangen, Bamberg, Fulda, Hanau, Darmstadt, Heidelberg                                                                                      |
| Gordian Shield 76 (FTX)           | 7. september 1976  | 11. september 1976 | 5. Armékorps 11. kavalerieregiment 8. Infanteridivision 101. faldskærmsdivision 13. Panserinfanteribrigade | 40.000         | Alsfeld, Feldatal, Lauterbach, Marburg, Zeilbach |
| Lares Team 76 (FTX)               | 11. september 1976 | 17. september 1976 | 1. Panserdivision 2. Kavaleriregiment 101. luftlandedivision 1. infanterdivision 29. Panserbrigade 4. Motoriserede infanteribrigade | 43.000         | Nürnberg, Amberg, Regensburg, Ingolstadt, Donauwörth, Ansbach                                                                                               |
| Carbon Edge 77 (FTX)              | 13. september 1977 | 21. september 1977 | 7. Armékorps 1. Infanteridivision 4. Infanteridivision 2. Kavaleriregiment 3. Kavaleriregiment 3. Infanteridivision, | 51.800         | Stuttgart, Tübingen, Ulm, Augsburg, München, Füssen, Sonthofen, Friedrichshafen, Tuttlingen                                                                 |
| Certain Shield 78 (FTX)           | 18. september 1978 | 28. september 1978 | 5. Armékorps 8. Infanteridivision 4. Infanteridivision 11. Kavaleriregiment 5. Infanteridivision 9. Infanteridivision 3. Panserdivision | 55.780         | Frankfurt, Wetzlar, Bad Hersfeld, Fulda, Wildflecken, Karlstadt, Aschaffenburg, Hanau, Schweinfurt, Darmstadt, Limburg, Marburg                             |
| Certain Sentinel 79 (FTX)         | 27. januar 1979    | 7. februar 1979    | 7. Armékorps 1. Infanteridivision 2. Kavaleriregiment 1. Panserdivision | 61.000         | Bamberg, Hammelburg, Würzburg, Ansbach |
| Certain Rampart 80 (FTX)          | 15. september 1980 | 24. september 1980 | 7. Armékorps 1. Panserdivision 2. Kavaleriregiment 3. Infanteridivision | 38.000         | Nürnberg, Ingolstadt, Scheyern, Augsburg, Regensburg, Gunzenhausen, Ansbach                                                                                 |
| Certain Encounter 81 (FTX)        | 8. September 1981  | 23. September 1981 | 3. Armékorps 5. Armékorps 8. Infanteridivision 4. Infanteridivision 11. Kavaleriregiment 3. Panserdivision | 70.000         | Fulda, Gießen, Bad Hersfeld, Marburg, Schwalm-Eder-Kreis, Wetteraukreis                                                                                     |
| Carbine Fortress 82 (FTX)         | 13. september 1982 | 23. september 1982 | 3. Armékorps 5. Armékorps 7. Armékorps 3. Infanteridivision 1. Infanteridivision 1. Panserdivision 8. Infanteridivision | 72.500         | Bamberg, Rothenburg o.d. Tauber, Heidenheim an der Brenz, Wertheim, Schweinfurt, Ebern, Ochsenfurt, Steigerwald                                             |
| Confident Enterprise 83 (FTX)     | 19. september 1983 | 30. september 1983 | 5. Armékorps 3. Panserdivision 11. Kavaleriregiment 8. Infanteridivision 3. Kavaleriregiment | 61.000         | Bad Hersfeld, Vogelsbergkreis, Gießen, Main-Kinzig-Kreis |
| Certain Fury 84 (FTX)             | 12. september 1984 | 28. september 1984 | 7. Armékorps 5. Infanteridivision 1. Infanteridivision 3. Infanteridivision 2. Kavaleriregiment | 50.000         | Donauwörth, Nördlingen, Schwäbisch Hall, Göppingen, Ansbach                                                                                                 |
| Central Guardian 85 (FTX)         | 21. januar 1985    | 31. januar 1985    | 5. Armékorps 8. Infanteridivision 11. Kavaleriregiment 197. Infanteribrigade 3. Panserdivision 4. Infanteridivision | 72.000         | Kassel, Frankenberg, Homberg, Neukirchen, Vogelsbergkreis, Bad Hersfeld, Battenberg, Gießen, Wetzlar, Butzbach                                              |
| Certain Sentinel 86 (FTX)         | 20. januar 1986    | 31. januar 1986    | 7. Armékorps 1. Panserdivision 11. Kavaleriregiment 1. Infanteridivision 12. Panserdivision 4. Motoriserede infanteribrigade | 73.000         | Schweinfurt, Kulmbach, Hof, Weiden, Schwandorf, Ansbach, Kitzingen, Grafenwöhr, Bamberg                                                                     |
| Certain Strike 87 (FTX/CPX)       | 14. september 1987 | 24. september 1987 | 3. Armékorps 1. Kavaleribrigade 2. Panserdivision 1. Panserdivision 1. Panserinfanteribrigade 3. Panserbrigade 4. Division 43. Panserinfanteribrigade 4. Panserbrigade | 78.300         | Hannover, Wolfsburg, Uelzen, Rotenburg (Wümme), Soltau, Verden, Nienburg                                                                                    |
| Certain Challenge 88 (FTX)        | 6. september 1988  | 26. september 1988 | 5. Armékorps 7. Armékorps 3. Panserdivision 8. Infanteridivision 197. Infanteribrigade 11. Kavaleriregiment 3. Kavaleriregiment Berlinbrigaden 3. Infanteridivision 1. Infanteridivision 2. Kavaleriregiment 10. Panserdivision 12. Panserdivision 4. Motoriserede infanteribrigade | 124.800        | Bad Kissingen, Bamberg, Nürnberg, Dinkelsbühl, Heidenheim an der Brenz, Crailsheim, Heilbronn, Schwäbisch Hall, Bad Mergentheim, Wertheim, Gemünden am Main |
| 1989 - Ingen Reforger-øvelse      |                    |                    | |                | |
| Centurion Shield 90 (CFX/FTX/CPX) | 15. januar 1990    | 26. januar 1990    | CENTAG 5. Armékorps 7. Armékorps 3. Panserdivision 8. Infanteridivision 11. Kavaleriregiment 2. Panserdivision 194. Infanteribrigade 10. Bjergdivision 1. Panserdivision 1. Infanteridivision 2. Kavaleriregiment 1. Bjergdivision 36. Panserbrigade 13. Panserinfanteribrigade     | 57.300         | Schwetzingen, Heilbronn, Ansbach, Donau-Ries, Regensburg, Landshut, Dachau                                                                                  |
| Certain Shield 91 (CFX/FTX/CPX)   | 10. september 1991 | 20. september 1991 | NORTHAG 3. Armékorps 5. Armékorps 4. Infanteridivision Stabsenheder | 28.400         | Paderborn, Bielefeld, Kassel, Göttingen |
| Certain Caravan 92 (CFX/CPX)      | 17. september 1992 | 15. november 1992  | CENTAG 5. Armékorps 1. Infanteridivision 3. Armékorps | 20.000         | Hessen, Hohenfels |
| Chariot Fury 93 (CFX/CPX)         | maj 1993           | maj 1993           | CENTAG 5. Armékorps 1. Panserdivision 3. Infanteridivision 5. Panserdivision 20. Panserbrigade 12. Motoriserede infanteribrigade | 7.000          | Kaiserslautern |

## Billedegalleri
- En tysk C-160 Transall og soldater under REFORGER i 1980
- En amerikansk M60A1-kampvogn under REFORGER i 1982
- En tysk Leopard 1-kampvogn under REFORGER 1983
- F-104- og F-15-kampfly over Schloss Neuschwanstein, REFORGER 1982
- M113, M901TOW og M981 FIST-V, REFORGER 1982
- M113, M551 og andre køretøjer passerer en flod under REFORGER 1983.
- En M60A3 kampvogn passerer en flod på en Medium Girder Bridge (MGB)
- tyske Kanonenjagdpanzer i Wildflecken, REFORGER 1984
- Amerikanske MLRS-system på en landevej, REFORGER 1984
- En M60A3 under REFORGER 1985 i Langgöns i Hessen
- Tre infanterikampkøretøjer M2 Bradley under REFORGER, 1985
- Sløret tungt artilleri under REFORGER 1986